# Contribution sociale de solidarité des sociétés
La contribution sociale de solidarité des sociétés (C3S) est un impôt français institué par la loi de finances pour 1992, qui participe au financement de la sécurité sociale.
Bien que recouvrée par les organismes de sécurité sociale, elle a, d'après le Conseil constitutionnel, la nature d'une imposition et non d'une cotisation sociale.
Selon Service-public.fr, la contribution sociale de solidarité des sociétés (C3S) participe au financement de l'assurance vieillesse. Toutes les entreprises commerciales, les entreprises publiques, le secteur coopératif, les organismes exerçant une activité concurrentielle et marchande sont concernés.

## Économie de la contribution
La contribution sociale de solidarité des sociétés (C3S) concourt au financement des régimes d'assurance vieillesse des travailleurs non salariés des professions artisanales, industrielles et commerciales. Son recouvrement est donc assuré par la caisse nationale du Régime Social des Indépendants (RSI, soit les caisses CANAM, CANCAVA, AVA).
Son produit est ensuite réparti entre le régime social des indépendants maladie, dit « RSI maladie » (ex-CANAM), le régime de base d’assurance vieillesse des travailleurs non salariés des professions industrielles et commerciales dit « RSI Industriels et Commerçants » (ex-ORGANIC), le régime de base d’assurance vieillesse des travailleurs non salariés des professions artisanales dit « RSI Artisans » (ex-CANCAVA), et le Fonds de financement des prestations sociales des non-salariés agricoles (ex-BAPSA). Après cette répartition, son solde est reversé au fonds de solidarité vieillesse (FSV). Ce solde a tendance à s'amenuiser.
Instituée par la loi du 3 janvier 1970, la C3S est une taxe sur le chiffre d’affaires acquittée par les sociétés dont le chiffre d’affaires est supérieur à 19 millions d'euros. La déclaration et le paiement sont à effectuer le 15 mai de chaque année auprès de l'interlocuteur RSI.
La C3S est déductible des bénéfices imposables de l'exercice du 1er janvier de l'année au titre de laquelle la contribution est due.
En 2005 a été créée une cotisation additionnelle à la C3S, affectée à la Caisse nationale d'assurance maladie. Depuis le 1er janvier 2018 la C3S et la cotisation additionnelle sont fusionnées dans une contribution unique.

## Taux d'imposition et assiette
Le taux d'imposition normal est de 0,16 % du chiffre d’affaires, dont 0,13 % pour la C3S proprement dite, et 0,03 % pour la contribution additionnelle. Le taux global de 0,16 % est maintenu après la fusion de la cotisation et de la contribution additionnelle.
Les entreprises de secteurs à faible marge bénéficient d'un plafonnement de leur cotisation à 3,08 % de leur marge brute (définie par addition des salaires, impôts, dotations, etc.) au lieu de 0,16 % de leur chiffre d’affaires. Sont considérées comme entreprises plafonnées les sociétés suivantes si elles disposent d’une marge brute au plus égale à 4 % de leur chiffre d’affaires hors taxes :
- Les sociétés de commerce international et intracommunautaire qui réalisent plus de la moitié de leurs achats ou de leurs ventes hors taxes sur les marchés extérieurs.
- Les sociétés de négoce en gros de combustibles.
- Les sociétés de négoce en l’état des produits du sol et de l’élevage, engrais et produits connexes, qui réalisent plus de la moitié de leurs achats ou de leurs ventes hors taxes avec les producteurs agricoles ou leurs coopératives.
- Les sociétés de commerce de détail de carburants.

Les 3,08 % sur la marge brute de la C3S sont répartis entre 2,50 % au titre de la C3S elle-même, et de 0,58 % pour la Contribution Additionnelle.

## Recettes
En 2009, le produit de la C3S s'est élevé à 4,44 milliards d'euros. La contribution additionnelle a rapporté 1,03 milliard d'euros.
En 2016, la C3S rapporte 3,6 milliards d'euros, et 3,8 milliards en 2019.

## Analyse économique
Dans une note de Philippe Martin et Alain Trannoy de juin 2019, le Conseil d'analyse économique (CAE) recommande la suppression de la contribution sociale de solidarité des sociétés (C3S) dont « la nocivité n’a pas d’égal dans le système fiscal français ». Les économistes concluent en effet que la C3S « réduit la productivité, agit comme un impôt sur les exportations et une subvention aux importations de biens intermédiaires et aggrave le déficit de notre balance commerciale » et estiment que « la C3S réduit les exportations d’environ 1 % et accentue la fragilité des entreprises en période de crise en diminuant leur probabilité de survie »,.
S'appuyant sur l'avis du CAE, un groupe de 16 députés Les Républicains déposent, en avril 2020, une proposition de loi visant à « supprimer la contribution sociale de solidarité des sociétés pour réduire la fragilité de nos entreprises en période de crise et mieux préparer la reprise de notre économie demain ». Elle est renvoyée à la Commission des affaires sociales en mai 2020.
L'Association des Maires de France et la Banques des Territoires recommandent aussi de supprimer la C3S notant que « la C3S est une singularité française qui nuit à la compétitivité de nos entreprises »,.
Nicolas Dufourcq, directeur général de la Banque Publique d'Investissement, considère que la C3S est l'une des principales causes de la désindustrialisation de la France.
Alors que la suppression de la C3S faisait partie de ses promesses de campagne, François Hollande renonce à supprimer l'impôt en 2016.